# الحميرية (ناحية)
الحميرية ناحية من النواحي تابعة لقضاء الرمادي تقع على الضفة الشرقية لنهر الفرات بين الخالدية والساجرية.